# Ласти (анатомія)

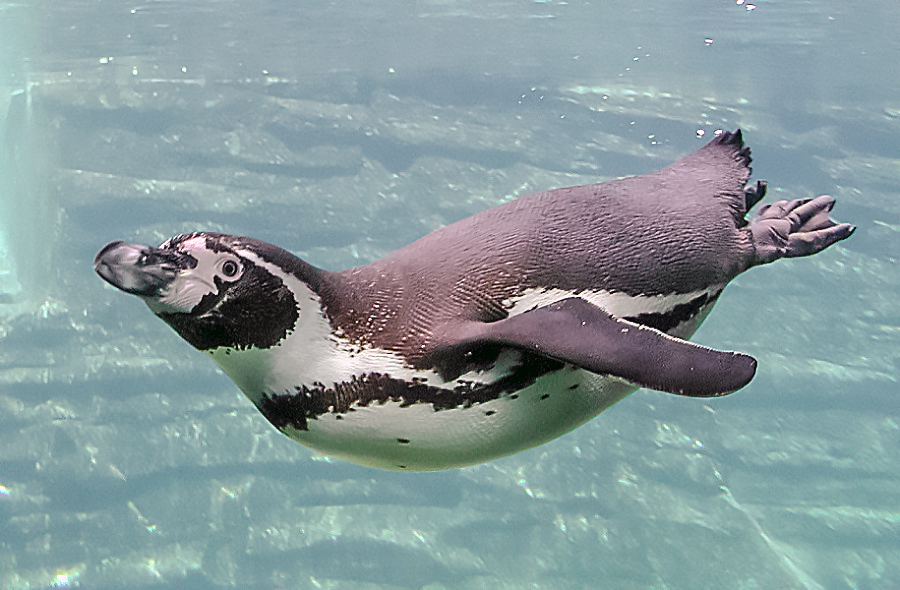
Пінгвін, що пливе. Його крила перетворені в дуже ефективні ласти

Ласт — парна, як правило, плоска кінцівка, пристосована для руху тварини у воді і характерна (на противагу риб'ячим плавникам) для повторноводних (походять від сухопутних предків, предки яких, в свою чергу, теж мешкали у воді) хребетних тварин.

## Анатомія і походження

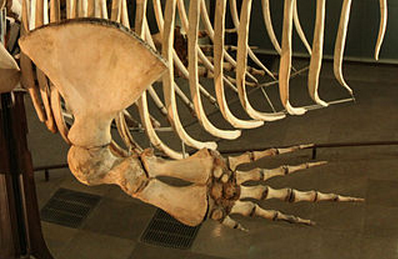
Скелет ласта південного гладкого кита. Пальці мають до шести фаланг.

Ласти являють собою вкриті шкірою плоскі, здебільшого широкі лопаті, перетинчасті або ні.
Зовні вони подібні до парних плавників риб, але будова скелета вказує на походження від кінцівок наземних тварин. Всі елементи скелета уплощені і знаходяться в одній площині. Кістки проксимальних відділів (плеча і стегна, передпліччя і гомілки) розширені і вкорочені, а кістки дистального відділу (кисть і стопа), навпаки, видовжені. Для ластів характерна гіперфалангія (збільшене число фаланг в кожному пальці), також зустрічається (зокрема, у іхтіозаврів) гіпердактілія (збільшене число пальців).
Пальці ластів, як правило, позбавлені кігтів. Виняток становлять ластоногі; також у деяких видів ламантинів на ластах присутні нігті.
Незважаючи на зовнішню схожість, ласти у різних груп тварин розвивалися незалежно і є прикладом конвергентної еволюції.

## Власники
Ласти є у різноманітних тварин, як у тих, що живуть нині, так і у вимерлих.
Серед сучасних тварин ласти мають пінгвіни, китоподібні, ластоногі (вухаті і справжні тюлені, а також моржі), морські черепахи і сирени. Серед вимерлих власників ластів можна відзначити різні групи рептилій — наприклад, плезіозаврів, мозазаврів, іхтіозаврів, плакодонтів і метріоринхів.
У морських черепах, ластоногих, плакодонтів, плезіозаврів і метріоринхів по дві пари ластів. У сучасних китоподібних, сирен і пінгвінів пара ластів одна — передня.

## Функції

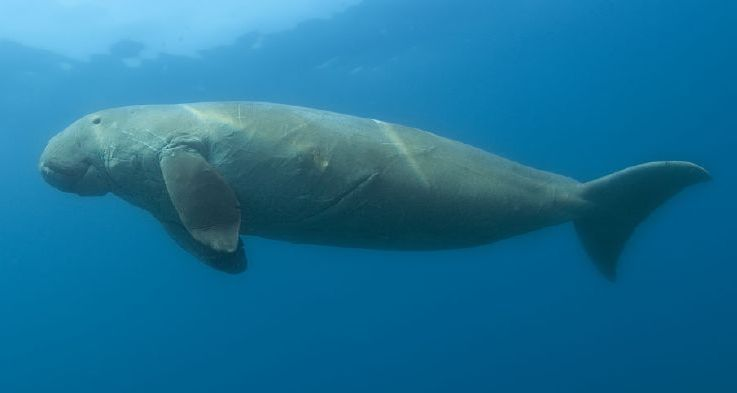
У дюгоня основний рушій — хвіст, а ласти він використовує для керування рухом.

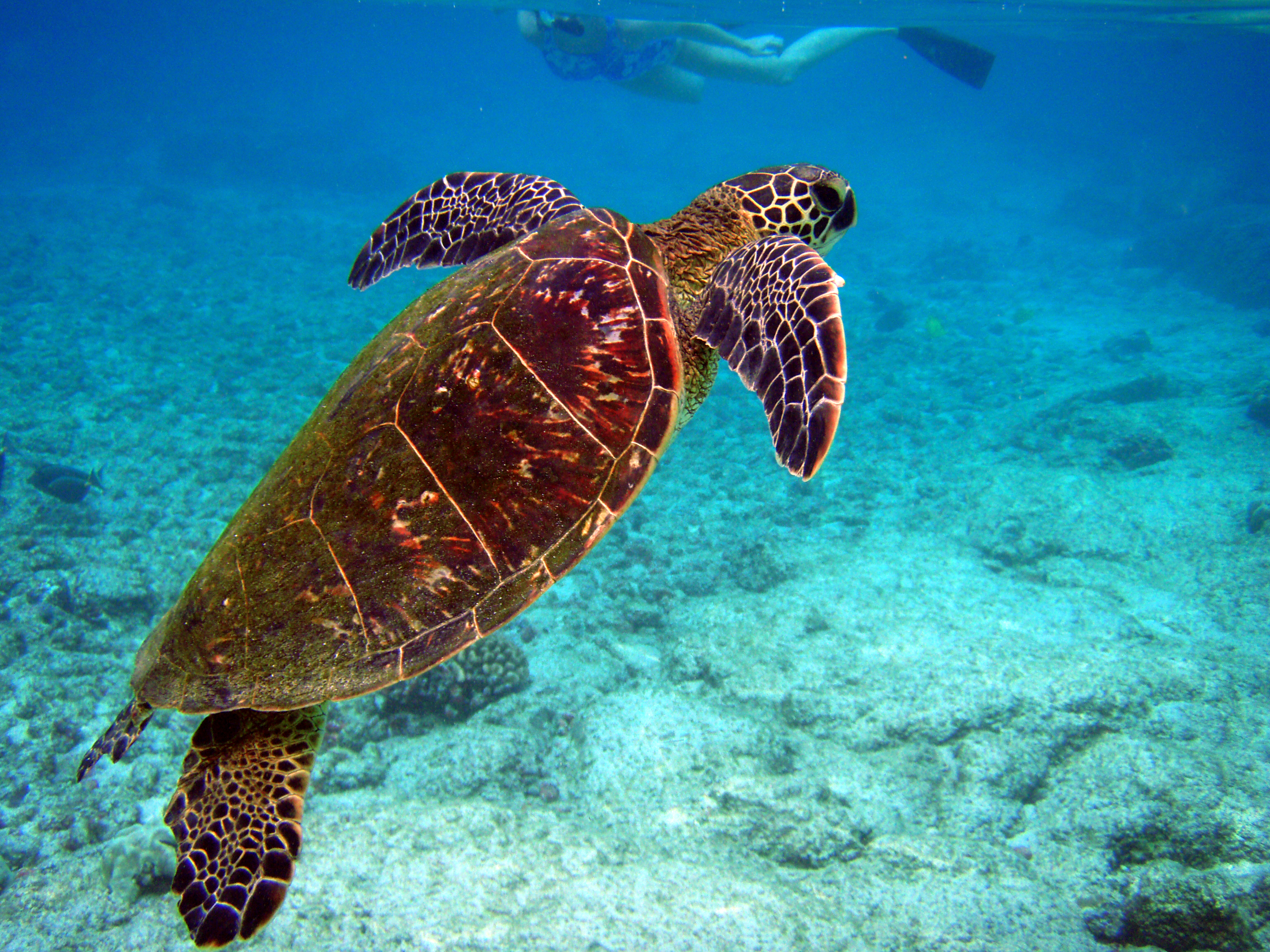
У зеленої черепахи локомоторну функцію виконують ласти.

У деяких тварин ласти є основним органом поступального руху. Як правило, це стосується тварин, які хоча б зрідка вибираються на сушу, — це, наприклад, морські черепахи або ластоногі. Ластів при цьому зазвичай чотири.
У інших тварин, що мають ласти, рух забезпечує насамперед потужний хвіст. В таких випадках ласти зазвичай виконують функцію керування рухом — грають роль рулів глибини і повороту. При цьому задня пара ласт часто втрачається, а зберігається лише передня. Подібна будова більш характерна для тварин, які повністю втратили можливість виходити на сушу, — такими є китоподібні, сирени. Однак у вимерлих предків китоподібних та сирен, що стояли більш близько до їх наземних попередників, на певних етапах було по чотири кінцівки, що використовувались для плавання.
В деяких випадках ласти мають обтічну форму і є досить ефективними підводними крилами, функціонально аналогічними звичайним «повітряним» крилам. Іноді форма ласт буває менш обтічною, і на них можуть зберігатися нерівності, приклад — ласти черепах напівводного способу життя.